# John Harding (violinista)
John Harding   (1950) és un violinista de renom internacional. Ha viatjat pel món com a solista, professor, concertista, músic de cambra, director i artista de gravació.

## Adolescència i educació
John Phillips Harding va néixer a Newcastle, Nova Gal·les del Sud, el 1951. Va començar els seus estudis secundaris a Newcastle Boys 'High School i va estudiar violí, piano, fagot i teoria al Newcastle Conservatorium of Music.
El 1962 es va traslladar a Sydney, on va completar els seus estudis secundaris al Sydney Conservatorium of Music High School i va estudiar violí amb Robert Pikler.

## Carrera
Harding va ser convidat el 1972 a estudiar direcció d'orquestra amb David Zinman als Estats Units, mentre continuava els estudis de violí amb Joseph Silverstein. Va ser ajudant de concert de la Filharmònica de Rochester (1974–1976). Va rebre el Premi Albert Spalding com a instrumentista més destacat de Tanglewood el 1975. Després va guanyar un lloc com a primer violí a l'Orquestra de l'Opera Metropolitana de Nova York i va estudiar direcció amb James Levine (1976-1978).
Va ser director artístic de l'Orquestra de Cambra d'Austràlia (1979-1982). El 1980 va ser membre fundador de la Universitat de Nova Gal·les del Sud Ensemble (més tard anomenada Australia Ensemble), un grup de música de cambra australià. Harding va ser substituït per Dene Olding el 1982.
El 1981 es va unir al Sydney String Quartet, juntament amb Stanley Ritchie, Alexandru Todicescu i Nathan Waks. [El segon violinista inicial va ser el romanès Dorel Tincu, que va morir just abans que el quartet actués al cicle de quartets de corda Bartok durant el centenari del compositor el 1981 a Sydney.
Es va convertir en professor principal de violí a la "Hong Kong Academy for Performing Arts" després que el seu piano trio fos convidat a Hong Kong el 1985. Es va traslladar a Europa per convertir-se en líder del Quartet d'Orlando (1985-1990) amb qui va realitzar més de 700 concerts i va enregistrar nombroses obres de cambra importants, inclosos els Quintets de corda Mozart per a BIS. També va gravar amb Philips i Ottavo. Va treballar amb Murray Perahia, Arnold Steinhardt, Malcolm Frager, Nobuko Imai i Norbert Brainin tocant freqüentment al Japó, els Estats Units, Austràlia i arreu d'Europa. Després va passar un any com a líder de la London Symphony Orchestra (1990-1991).
Als Països Baixos va ser membre del professorat dels departaments de corda i música de cambra del Conservatori Reial de La Haia (1985-1995), i concertista (1990-1995) de la seva orquestra, la Residentie Orkest dirigida per Yevgeny Svetlanov.
El 1996 Edo de Waart el va tornar a Austràlia com a co-concertista i director associat de l'Orquestra Simfònica de Sydney (1996-2001). Harding va ser el director artístic del programa James Fairfax per a joves artistes, Peter Weiss va patrocinar "Music for Spring" i va ser el 1997 director artístic del "National Music Camp". El 1998 Harding va ser nomenat professor conjunt de la Facultat de Música de la Universitat de Newcastle i va rebre un doctorat en música honoris causa. Es va convertir en co-concertista convidat de l'Orquestra Simfònica de Melbourne el 2002. El 2004 va ser director artístic de l'Acadèmia Nacional de Música d'Austràlia. Va ser nomenat concertista de l'Orquestra Simfònica d'Austràlia Occidental el 2005. Va ser el concertista de l'Orquestra Filharmònica de Hong Kong des del 2006 fins al 2011, quan una lesió al braç d'inclinació va forçar la seva jubilació anticipada. El 2011 va ser un dels directors del Festival Internacional de Música de Canberra.